# Glengarry Glen Ross
Glengarry Glen Ross är en amerikansk dramafilm från 1992 i regi av James Foley, med manus av David Mamet. Filmen är baserad på David Mamets framgångsrika pjäs med samma titel. Filmen hade allmän premiär i USA den 2 oktober 1992.

## Handling
Handlingen kretsar kring fyra fastighetsmäklare som säljer nybyggda fastigheter över telefonen. En dag skickar fastighetsbolaget en säljcoach (Alec Baldwin) som utlyser en tävling; efter en vecka kommer de två säljare som sålt sämst att få sparken.
Fastighetsbolaget har fått in en ny uppsättning av starka "leads" – namn och telefonnummer till personer som man tror är intresserade av att köpa fastigheter – men kontorschefen (Kevin Spacey) låser in dessa i ett kassaskåp och låter säljarna tävla om vem som först kan sälja till en uppsättning svagare "leads".
Filmens titel kommer från att två av bostadsområdena där man säljer fastigheter heter Glengarry Highlands och Glen Ross Farms.

## Medverkande
| Al Pacino       | – Ricky Roma                   |
| Jack Lemmon     | – Shelley "The Machine" Levene |
| Alec Baldwin    | – Blake                        |
| Ed Harris       | – Dave Moss                    |
| Alan Arkin      | – George Aaronow               |
| Kevin Spacey    | – John Williamson              |
| Jonathan Pryce  | – James Lingk                  |
| Bruce Altman    | – Larry Spannel                |
| Jude Ciccolella | – kriminalpolisen              |

## "Coffee's for closers"
"Coffee's for closers" är en berömd och ofta framförd monolog, som skrevs av David Mamet för Alec Baldwin till filmen Glengarry Glen Ross. Scenen ingår i filmen men finns inte med i den ursprungliga pjäsen. I filmscenen har även andra medverkande korta repliker men som monolog har den blivit populär att använda vid antagningsprov till teaterutbildningar, teatertävlingar och provspelningar.
Alec Baldwin spelar Blake som på ägarnas uppdrag ska effektivisera en fastighetsmäklarfilial i Chicago. I scenen konfronterar Blake de anställda Shelley Levene (Jack Lemmon), Ed Moss (Ed Harris) och George Aaronow (Alan Arkin) medan deras oförstående chef John Williamson (Kevin Spacey) ser på. Monologens titel Coffe's for closers, ungefär kaffe är bara för avslutare, anspelar på när Shelley Levene ska ta en kopp kaffe under monologen. Blake säger det för att hindra honom och anspela på att han är dålig på att få till avslut när fastigheterna ska säljas. I monologen tar han också fram ett par mässingkulor och menar att sådana krävs för att sälja och han säger till de tre mäklarna att det är en tävling där första pris är en bil, andra pris ett bestickset och tredje pris ett avsked.

## Kuriosa
- Rollfiguren Gil Gunderson i TV-serien Simpsons är baserad på Jack Lemmons karaktär.